# آکادمی آتن
آکادمی آتن یا فرهنگستان آتن (به یونانی: Ακαδημία Αθηνών) مؤسسه‌ای علمی در کشور یونان است. این فرهنگستان در یونان مدرن جایگزین آکادمی افلاطون شده‌است  که آکادمی باستانی آتن نیز نامیده می شد و در دولت-شهر آتن باستان جای داشت که خود بخشی از یونان باستان بود که از چندین دولت شهر و بخش تشکیل شده بود .
این آکادمی مدرن  در ۱۴ بخش فعالیت های پژوهی می‌کند.
ریاست کنونی این بنیاد را لوکاس پاپادموس برعهده دارد.